# Marcy Walker
Marcy Lynn Walker (ur. 26 listopada 1961 w Paducah w Kentucky) – amerykańska aktorka telewizyjna i filmowa.

## Wybrana filmografia

### Filmy fabularne
- 1985: Hot Resort jako Franny
- 1988: The Return of Desperado (TV) jako Caitlin Jones
- 1990: Chcę mieć dziecko (Babies, TV) jako Cindy

### Seriale TV
- 1980: Great Performances jako Emmeline
- 1984-91: Santa Barbara jako Eden Capwell Castillo
- 1991: Palace Guard jako Christy Cooper
- 1993-95: Guiding Light (The Guiding Light) jako Tangie Hill
- 1982-2005: Wszystkie moje dzieci (All My Children) jako Liza Colby Chandler Chandler